# Rafael Méndez
Rafael Méndez (26 marzo 1906 – 15 settembre 1981) è stato un trombettista messicano.

## Biografia
Musicista sin dalla tenera età, Mendez fu cornettista per Pancho Villa. Mendez entrò nella leggenda per il suo timbro, la sua estensione e la sua tecnica. Il suo pezzo più famoso è il Moto Perpetuo, scritto da Paganini per violino. Nella sua versione, Méndez usa la tecnica del doppio colpo di lingua  e la respirazione circolare per dare l'illusione di non prendere il respiro per più di quattro minuti.
Il suo repertorio fu un misto di musica classica, popolare, messicana e jazz. Méndez contribuì con numerosi arrangiamenti e composizioni originali al repertorio per tromba. Il suo Scherzo in Re Minore si sente spesso nei recitals ed è stato registrato da David Hickman.
Quando fu vicino al ritiro, Méndez chiese ad un suo collega trombettista, Tom Hernandez (che aveva studiato sotto Méndez e Maurice André) di occuparsi dei suoi spettacoli solisti, ma Tom rifiutò per continuare ad occuparsi delle proprie opere.
Nel 1967 uscì l'album ...Together, Rafael Mendez And Laurindo Almeida per la Decca.